# اکین‌لی (بتلیس)
اکین‌لی (به ترکی استانبولی: Ekinli) یک منطقهٔ مسکونی در ترکیه است که در بیتلیس واقع شده‌است. اکین‌لی ۱۲۲ نفر جمعیت دارد.